# Trần Văn Độ (Hà Tĩnh)
Trần Văn Độ (tên thường gọi Trần Thọ Độ, sinh ngày 20 tháng 10 năm 1954 tại xã Quang Lộc, huyện Can Lộc, tỉnh Hà Tĩnh) là Phó Giáo sư, Tiến sĩ Luật, Trung tướng Quân đội nhân dân Việt Nam, Phó Chánh án Tòa án nhân dân tối cao Việt Nam, Chánh án Toà án Quân sự Trung ương của Bộ Quốc phòng Việt Nam (2006-2015) đại biểu Quốc hội Việt Nam khóa 13 và khóa 12 thuộc đoàn đại biểu An Giang.

## Giáo dục
- Tiến sĩ Luật học
- Phó giáo sư

Sau khi tốt nghiệp cấp 3, ông nhập ngũ vào lực lượng Quân đội nhân dân Việt Nam. Ông theo học ngành quân y, nhưng chỉ sau vài tháng thì ông được nhà nước Việt Nam cử đi học ngành Luật tại Liên Xô. Năm 1976, sau một năm học tiếng Nga ông học ngành luật tại Đại học Tổng hợp Lomonosov, Moskva, Nga. Sau 5 năm học, ông tốt nghiệp trường này và về nước. Ngay sau đó ông quay lại học phó tiến sĩ (aspirant) ngành Luật. Ông là một trong những sinh viên Việt Nam đầu tiên được chuyển thẳng vào học aspirant. Năm 1986, ông tốt nghiệp phó tiến sĩ và về nước công tác trong ngành tòa án quân sự.

## Sự nghiệp
Ông gia nhập Đảng Cộng sản Việt Nam vào ngày 20/8/1974.
Ông từng là đại biểu Quốc hội Việt Nam khóa 12 nhiệm kì 2007-2011, thuộc đoàn đại biểu quốc hội tỉnh An Giang.
Ông từng là đại biểu Quốc hội Việt Nam khóa 13 nhiệm kì 2011-2016, thuộc đoàn đại biểu quốc hội tỉnh An Giang.
Từ tháng 2 năm 2015, Trần Văn Độ nghỉ hưu.

## Gia đình
Vợ ông là bà Trần Thị Lan, một giảng viên Đại học Ngoại ngữ. Hai vợ chồng ông có hai người con trai. Cả gia đình sinh sống hạnh phúc tại một căn nhà ở Cổ Nhuế, quận Bắc Từ Liêm,Hà Nội.

## Phong quân hàm
- Thiếu tướng (2008), Trung tướng (2011)